# Závod (Hongarije)
Závod is een plaats (község) en gemeente in het Hongaarse comitaat Tolna, gelegen in het district Bonyhád. Závod telt 276 inwoners (2015).

## Geschiedenis
De eerste schriftelijke vermelding komt uit 1231. Tijdens de Turkse bezetting raakte het dorp verlaten. In 1718 werd het opnieuw bevolkt door kolonisten uit Fulda, Duitsland.

## Afbeeldingen

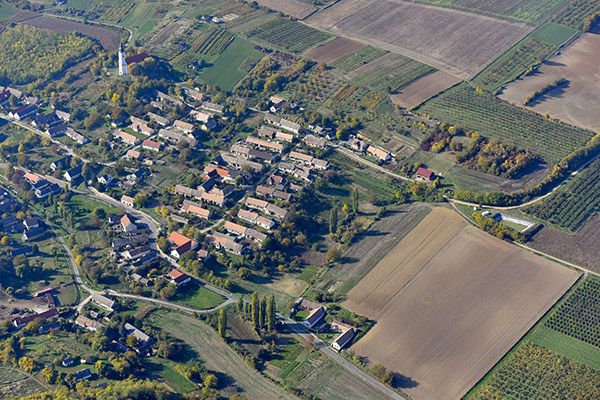
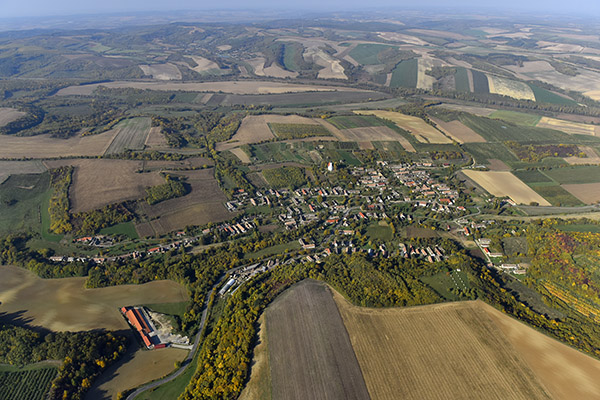
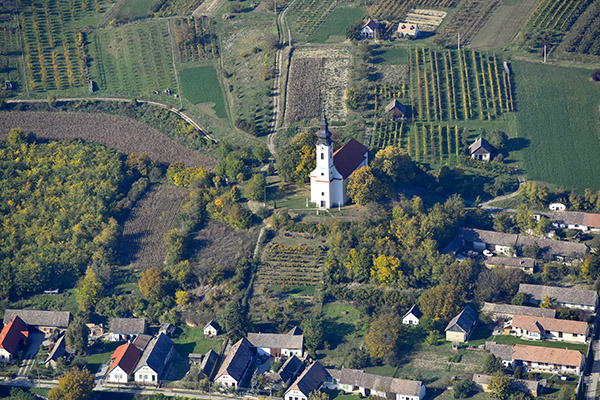
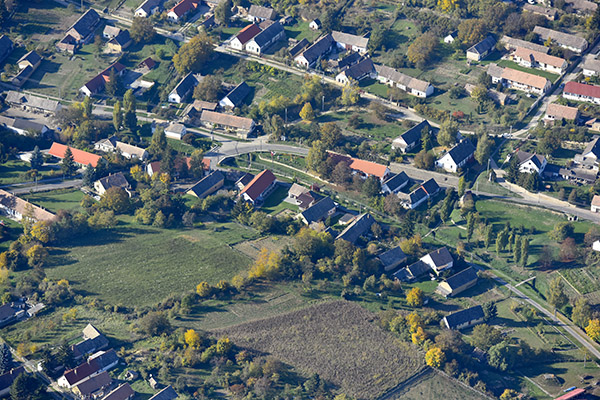
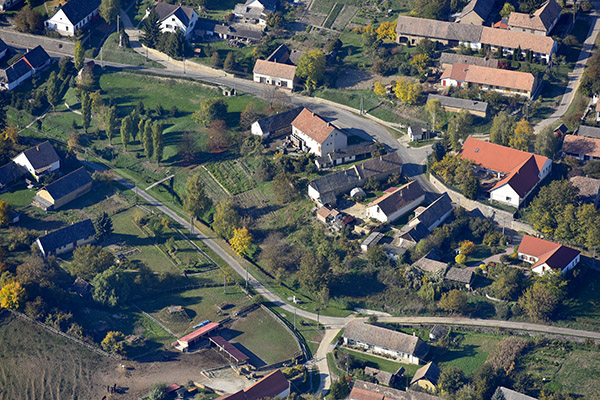